# Discestra
Discestra là một chi bướm đêm thuộc họ Noctuidae. Một số tài liệu xem nó là đồng nghĩa của Anarta.

## Danh sách loài
- Discestra actinobola
- Discestra albifusca
- Discestra alta
- Discestra armata
- Discestra asturica
- Discestra atlantica
- Discestra atlantis
- Discestra bifida
- Discestra brunnescens
- Discestra castrae
- Discestra chartaria
- Discestra chenopodii
- Discestra chunka
- Discestra cinnamomina
- Discestra clarivittata
- Discestra clausa
- Discestra colleti
- Discestra columbica
- Discestra confluens
- Discestra contribulis
- Discestra corsicola
- Discestra crotchii
- Discestra cruda
- Discestra dalmatina
- Discestra deleta
- Discestra dentigera
- Discestra dianthi
- Discestra eversmanni
- Discestra farkasii
- Discestra farnhami
- Discestra fasciata
- Discestra fructicosae
- Discestra fuerteventurensis
- Discestra fulgora
- Discestra furca
- Discestra furcula
- Discestra fusca
- Discestra fuscomarginata
- Discestra fusculenta
- Discestra glauvaria
- Discestra gredosi
- Discestra grisescens
- Discestra hamata
- Discestra hoplites
- Discestra hubiesi
- Discestra indistincta
- Discestra infraina
- Discestra inquieta
- Discestra intermedia
- Discestra intermissa
- Discestra isoloma
- Discestra italica
- Discestra latemarginata
- Discestra lattinii
- Discestra lodbjergensis
- Discestra loeffleri
- Discestra major
- Discestra marmorosa
- Discestra mendax
- Discestra mendica
- Discestra meridionalis
- Discestra microdon
- Discestra montanica
- Discestra morana
- Discestra mutata
- Discestra oaklandiae
- Discestra obesula
- Discestra obscura
- Discestra odontites
- Discestra oregonica
- Discestra ortruda
- Discestra pallidistigma
- Discestra paradoxa
- Discestra parentii
- Discestra perdentata
- Discestra petricolor
- Discestra picta
- Discestra projecta
- Discestra pugnax
- Discestra raselaini
- Discestra robinsoni
- Discestra rosacea
- Discestra salicorniae
- Discestra saucia
- Discestra schawyra
- Discestra schneideri
- Discestra semiconfluens
- Discestra sodae
- Discestra stigmosa
- Discestra subalbida
- Discestra taylori
- Discestra treitschkii
- Discestra trifolii
- Discestra ultra
- Discestra verna
- Discestra vicarioi
- Discestra virgata
- Discestra zermattensis